# Pieter Aertsen
Pieter Aertsen (Aertsz) (født 1508, død 3. juni 1575) var en hollandsk maler. ”Lange Peter”, som han kaldtes af sin Samtid, kom først i lære hos Allart Claessen i sin fødeby Amsterdam, snart søgte han dog mod syd, blev 1535 indskrevet i Sankt Lukasgildet i Antwerpen og fik 1542 borgerskab i samme by. Senere vendte han tilbage til Amsterdam.
Aertsen malede talrige alterbilleder, der roses meget af Karel van Mander; de allerfleste af dem blev ødelagt under Billedstormen 1566, hvilket gik Aertsen meget nær til hjerte. De få rester, der er tilbage af Aertsens virksomhed i denne retning, tyder på, at disse religiøse billeder ofte stærkt har strejfet det genremæssige. I så henseende er et maleri af Aertsen i Berlin (Gangen til Golgatha, 1552) betegnende; det religiøse motiv er her behandlet som en henrettelsesscene fra kunstnerens egen tid, og forgrundsfigurerne, krigsmanden, der får sig en snaps, hunden, der tager for sig af smørret, etc., tager hovedinteressen fangen. I en række af billeder, kendte gennem stik af Matham, er det religiøse emne flyttet helt ud i baggrunden; forgrunden er derimod optaget af et mylder af grønsager eller lignende fornøjelige er hans køkkenbilleder (ofte med legemsstore figurer) med den unge bondekone og den bugnende rigdom af køkkenurter, fed ost, kød med mere – alt malet med appetitvækkende friskhed og pålidelighed. Den Kongelige Malerisamling i København ejer en meget god prøve på hans kunsts ærlige og sunde realisme. Hans bondelivsbilleder har overhovedet, i kraft af kunstnerens sikre greb på det nationalt-folkelige, betydelig værdi som kulturhistoriske dokumenter. Billeder af ham – der findes i det hele ikke mange; det seneste er det københavnske (1572) – findes blandt andet i Amsterdam (Æggedansen), Berlin og Wien; i Nivaagaards Malerisamling: Kokkepigen i Herskabskøkkenet. Tre af hans sønner var kunstnere.